# Kalopanax
Kalopanax là chi thực vật có hoa trong họ Araliaceae.

## Hình ảnh

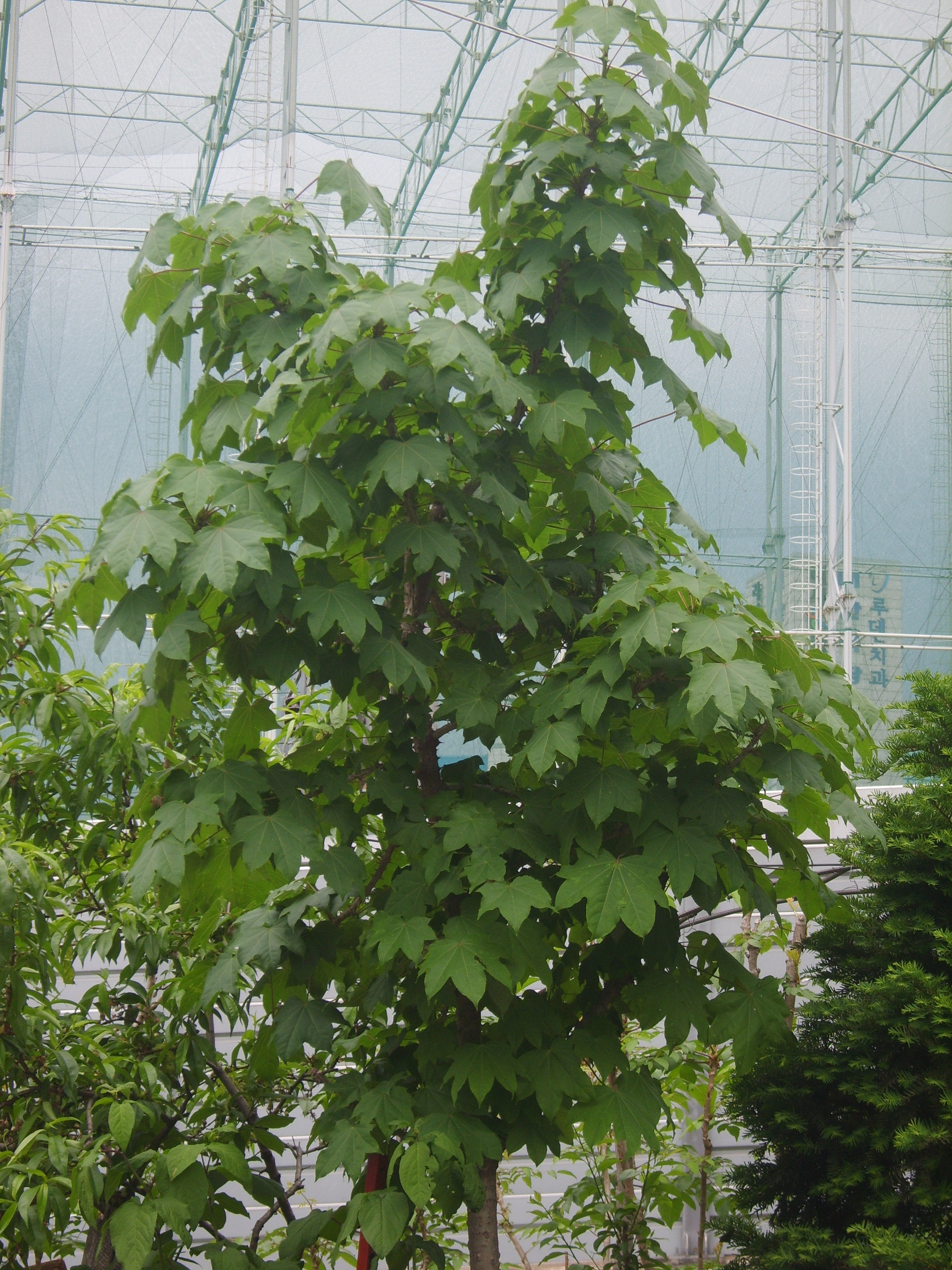
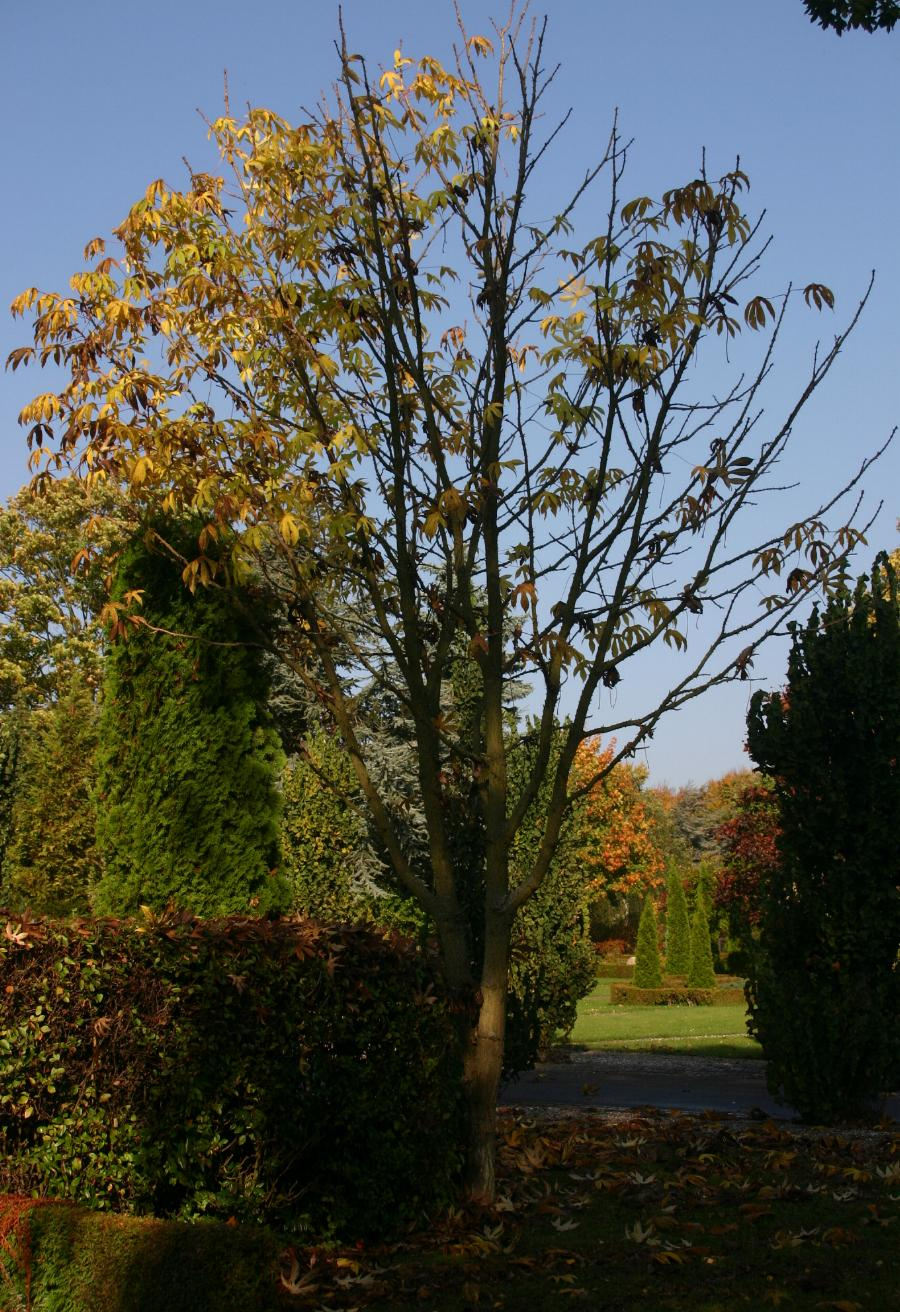
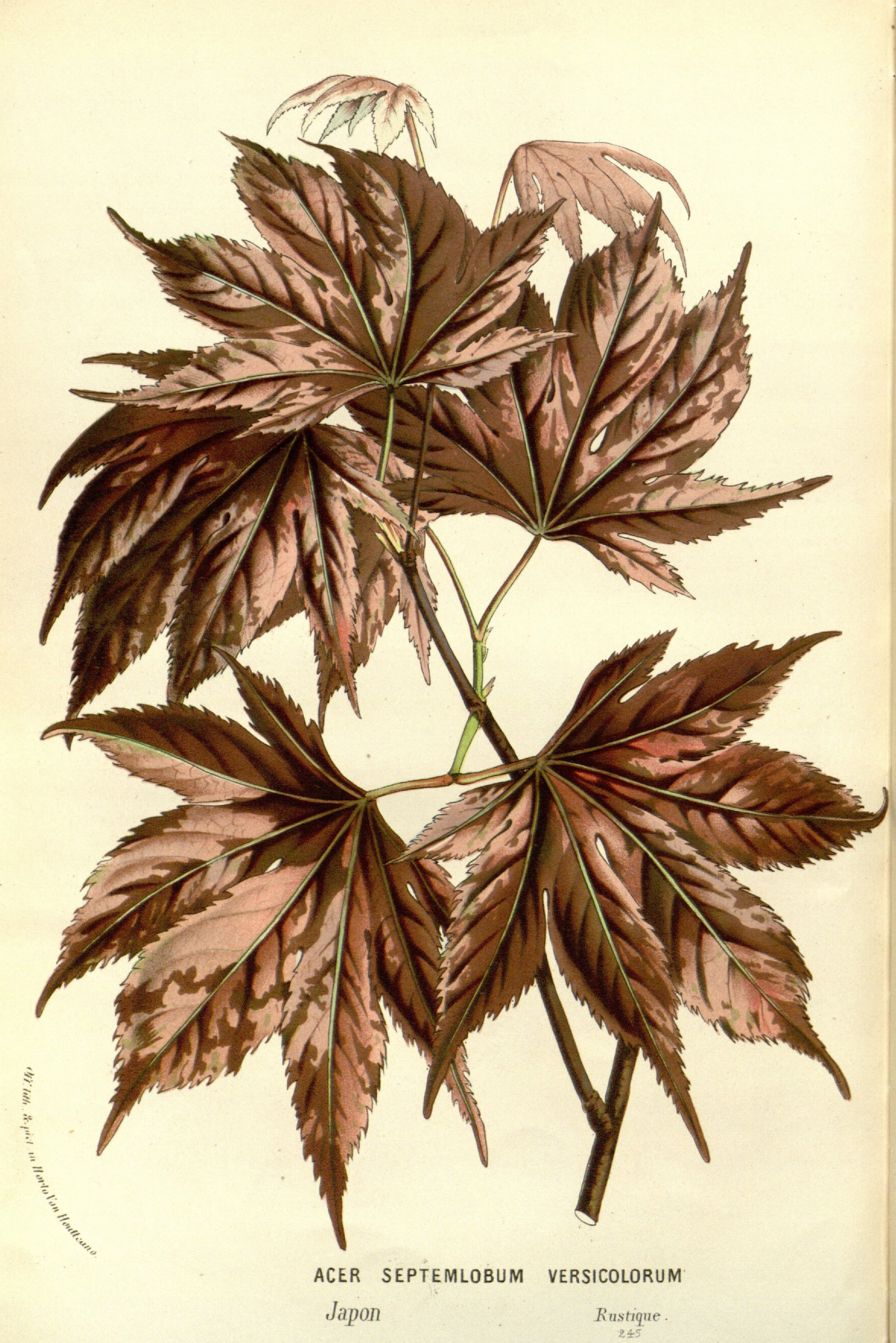
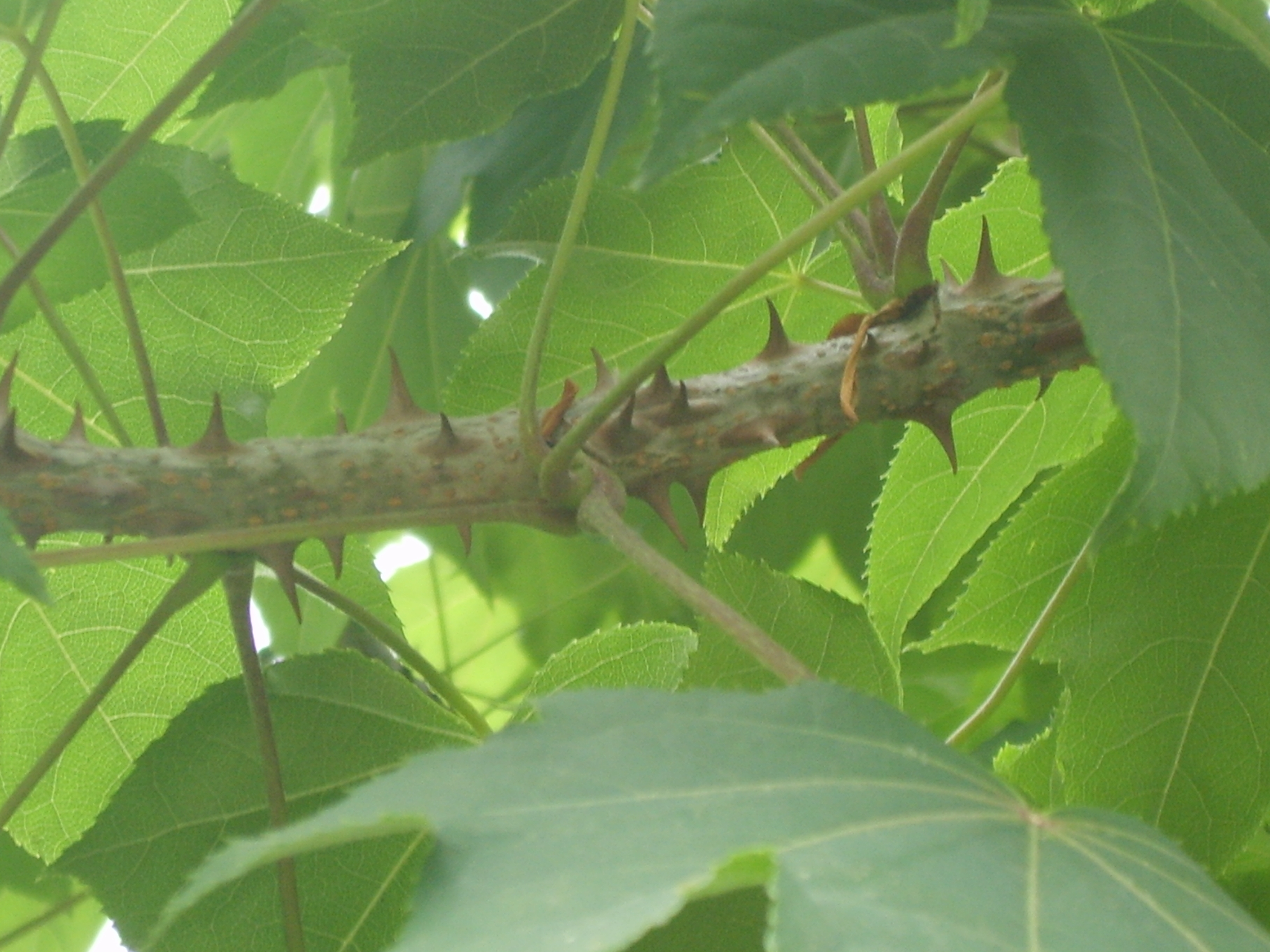